# 鈴置倉次郎

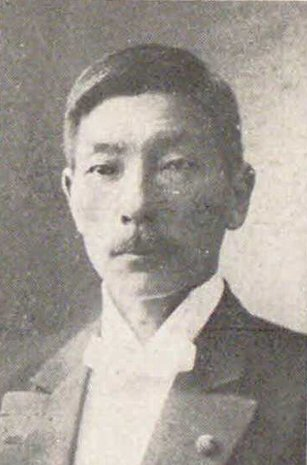
鈴置倉次郎

鈴置 倉次郎（すずおき くらじろう、慶応3年3月15日（1867年4月19日） - 大正15年（1926年）5月6日）は、日本の衆議院議員（立憲政友会→猶興会→立憲国民党→立憲同志会→憲政会）。

## 経歴
尾張国知多郡北崎村（現在の愛知県大府市）出身。知多郡大府村初代村長の鈴置善平は実兄にあたる。1883年（明治16年）、愛知県中学校を卒業。1886年（明治19年）に大学予備門を終え、1890年（明治23年）に東京帝国大学法科大学政治理財科を卒業した。卒業後は会計検査院の検査官となった。1898年（明治31年）に退官し、小栗銀行の理事に就任した。
1902年（明治35年）、第7回衆議院議員総選挙に出馬し、当選。以後、9回当選を重ねた。第2次大隈内閣では、加藤高明外務大臣のもと、外務副参政官に登用された。加藤高明内閣が成立すると、文部政務次官に就任し、第1次若槻内閣でも留任したが、1926年5月6日、在職のまま死去した。